# Kuwait Oil Company
Kuwait Oil Company oftewel KOC (Arabisch: شركة نفط الكويت, sharikat naft alkuayt) is de staatsoliemaatschappij van Koeweit. Het heeft in het land een monopolie op de winning van aardolie en aardgas. Het is een bedrijfsonderdeel van Kuwait Petroleum Corporation.

## Activiteiten
De KOC is verantwoordelijk voor de winning van olie en aardgas in het land. Het is verantwoordelijk in de hele keten van het zoeken naar nieuwe reserves, de winning en transport naar de gebruikers of exporthavens. De meeste olie wordt geëxporteerd. Een deel wordt geleverd aan het moederbedrijf Kuwait Petroleum Corporation (KPC) die de olie verwerkt in de raffinaderijen of in petrochemische complexen en tot slot wordt een deel geleverd aan het nationale elektriciteitsbedrijf als brandstof voor de centrales.
In het gebroken boekjaar 2016/17 produceerde KOC ongeveer 3 miljoen vaten olie per dag. Bij de olieproductie komen ook grote hoeveelheden aardgas mee. In maart 2017 telde het bedrijf 9818 medewerkers, waarvan 20% buitenlanders.

## Geschiedenis

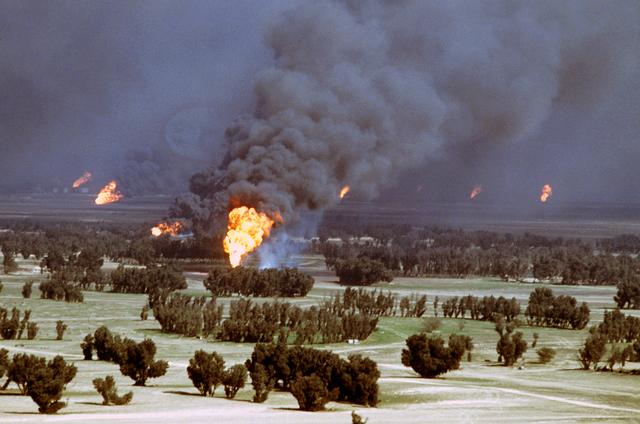
Brandende oliebronnen als een gevolg van de Golfoorlog

In de jaren dertig van de 20e eeuw waren het Britse Anglo-Persian, het latere BP, en het Amerikaanse Gulf Oil geïnteresseerd om naar olie te zoeken in het land. De twee partijen werden door de emir van Koeweit tegen elkaar uitgespeeld en ze besloten daarom de krachten te bundelen. Zij richtten in december 1933 de Kuwait Oil Company op en kregen allebei 50% van de aandelen van het bedrijf in handen.
De Amerikaan Frank Holmes en de Brit Archibald Chisholm werden afgevaardigd om een afspraak met de sjeik te maken. De gesprekken duurde langer dan verwacht want de sjeik was goed op de hoogte van de afspraken met de oliemaatschappijen in de buurlanden. Op 23 december 1934 werd het contract ondertekend. De KOC kreeg voor een periode van 75 jaar het exclusieve recht om naar olie te zoeken en deze te winnen. Sjeik Ahmad kreeg een aanbetaling van 35.700 pond sterling. Hij kreeg ook 7150 pond per jaar zolang er geen olie was aangetroffen. Was olie aangetoond dan werd het bedrag verhoogd tot 18.800 pond per jaar of meer afhankelijk van de productiehoeveelheden.
In 1935 begon de zoektocht naar olie in het land. Op 23 februari 1938 werd olie aangeboord in het Burgan veld in het zuidoosten van het land. Door de Tweede Wereldoorlog liep de ontwikkeling vertraging op, maar in juni 1946 werd de eerste tanker met olie geladen.
In 1949 werd de Mina Al-Ahmadi raffinaderij gebouwd. Deze kreeg een capaciteit van 25.000 vaten olie per dag en ligt op 45 kilometer ten zuiden van de hoofdstad. Het produceerde diesel, kerosine en benzine voor binnenlands gebruik. In 1959 werd de capaciteit verhoogd naar 190.000 vaten en in 1968 volgde een verdere uitbreiding tot 250.000 vaten. In 1984 ging de raffinaderij over naar KPC.
In 1974 nam Koeweit een aandelenbelang van 60% in KOC, de twee partners bleven met een minderheidsbelang deelnemen. Een jaar later maakte de regering bekend de rest van de aandelen ook te willen overnemen. De twee oliemaatschappijen probeerden hun lucratieve positie te behouden en boden weerstand. Ze eisten een vergoeding van 2 miljard Amerikaanse dollar voor de aandelen, maar namen uiteindelijk genoegen met 50 miljoen dollar. Op 6 december 1975 werd de transactie gesloten en was KOC volledig genationaliseerd.
In 1980 werd het bedrijf een onderdeel van de Kuwait Petroleum Corporation. De overheid bracht alle nationale olie- en gasactiviteiten onder in dit bedrijf.
In 1990 viel Irak het land binnen. De bezetting was van korte duur. Tijdens de Golfoorlog van 1990-1991 werd het Iraakse leger verslagen, maar zij lieten het land met veel schade achter en vernietigden alle oliebronnen en staken deze in brand. Na de bevrijding in februari 1991 ging het KOC aan de slag en binnen een aantal maanden kwamen de eerste bronnen weer in productie. Lag in 1989 de olieproductie nog 1,4 miljoen vaten per dag, in 1991 was dit gedaald naar 185.000. Na het blussen van de oliebronnen kwam de productie weer in snel tempo op gang, in 1992 lag het gemiddelde al weer boven de 1 miljoen vaten per dag en in 1993 was dit bijna 2 miljoen.

## Naslagwerk
- (en)  The Prize: The Epic Quest for Oil, Money & Power. Auteur Daniel Yergin. Uitgeverij Simon & Schuster, New York, 1992, ISBN 0 671 79932 0